# Pseudohippopsis brunneipes
Pseudohippopsis brunneipes är en skalbaggsart som beskrevs av Aurivillius 1914. Pseudohippopsis brunneipes ingår i släktet Pseudohippopsis och familjen långhorningar.
Artens utbredningsområde är:
- Burundi.
- Kenya.

Inga underarter finns listade i Catalogue of Life.